# Falkagård
Falkagård är en stadsdel i Falkenberg. Förutom flerfamiljshus, från en till sex våningar höga, finns i området en förskola och en fritidsgård. Området byggdes i slutet av 1980-talet och början av 1990-talet.
År 2009 skakades området av upprepade brandattentat, upplopp och skottlossning, som tvingade polisen att begära förstärkning från kringliggande län. Den 21 oktober 2013 sköts en man till döds på området.  Ingen har dömts för brottet. Det har spekulerats kring att skjutningen var relaterad till droghandel, men att det var fel person som blev offer. Falkagård var enligt polisen år 2015 ett problemområde ur brottssynpunkt, som 2016 klassades som utsatt område.. Det avfördes 2017 som utsatt område..